# 22. Panzer-Division
La 22. Panzer-Division (22ª divisione corazzata) fu una formazione corazzata tedesca della seconda guerra mondiale.
Formata nel settembre 1941 in Francia, venne trasferita nel settore sud del fronte orientale nel febbraio 1942. Qui venne circondata e quasi distrutta durante l'operazione Urano sovietica, i resti vennero riorganizzati prima come Kampfgruppe "Oppeln" (dicembre 1942) e poi come Kampfgruppe "Brugsthaler" nel marzo 1943. Venne quindi inglobata nella 23. Panzer-Division un mese dopo.
Due membri famosi di questa divisione furono Hermann von Oppeln-Bronikowski, vincitore della medaglia d'oro ai Giochi della XI Olimpiade nella specialità del dressage, e Herbert Zimmermann, futuro telecronista di calcio della radio tedesca.

## Storia
| Luogo                         | Periodo             |
| Francia                       | set 1941 - feb 1942 |
| Fronte orientale, settore sud | feb 1942 - apr 1943 |

### In via di formazione
L'unità iniziò la sua vita il 25 settembre 1941 a Niort, nel Poitou-Charentes, con carri di preda bellica francese e in ottobre era ancora in via di formazione sotto allo Heeresgruppe D. Dopo vari cambi di reparto venne trasferita nel febbraio 1942 al fronte orientale passando all'Heeresgruppe Süd che a marzo la spostò nella riserva a Cherson.
Verso la fine del mese combatté in Crimea avanzando nella penisola di Kerč' vicino a Feodosia, anche se ancora non era considerata pienamente operativa: aveva 59 carri in dotazione, ma l'addestramento fu giudicato incompleto.
Il 12 aprile era ancora a Feodosia nella riserva della 11. Armee (11ª armata) quando ricevette un terzo battaglione corazzato.

### L'annientamento attorno a Stalingrado
Nel maggio 1942, sempre in Crimea, l'unità sfondò le linee dell'Armata Rossa dirigendosi a Kerč' con l'11ª armata. Questa fu l'ultima azione militare nella penisola, difatti poco dopo venne spostata nel Donbass e sottoposta alla 6. Armee con cui attaccò a nord di Slavjansk-na-Kubani a giugno.
La 22. Panzer-Division avanzò quindi combattendo in direzione del fiume Oskol prima di essere trasferita al Gruppo d'armate A per partecipare all'attacco a Rostov sul Don. La divisione si distinse nella aspra battaglia per riconquistare l'importante città sul Don; i suoi mezzi corazzati, dipendenti dal 3º Panzerkorps del generale Eberhard von Mackensen, raggiunsero il 22 luglio la periferia nord-orientale di Rostov dove dovettero affrontare duri combattimenti contro le forze nemiche; infine il 23 luglio la 22. Panzer si ricongiunse al centro della città con le unità meccanizzate della 13. Panzer-Division provenienti da occidente.
La 22. Panzer-Division consegnò alla fine di ottobre i Panzer 38(t) in eccesso al nuovo Panzer-Verband 700 (un battaglione corazzato) e altri elementi si staccarono per dare vita alla 27. Panzer-Division.
Il momento decisivo della storia della 22. Panzer-Division ebbe inizio il 19 novembre 1942, giorno d'inizio della operazione Urano, la grande offensiva sovietica sul fronte di Stalingrado. La divisione corazzata era l'unica riserva mobile efficiente schierata nelle retrovie delle truppe rumene poste a difesa delle linee sul Don e quindi, inquadrata nel 48º Panzerkorps del generale Ferdinand Heim, venne subito allertata per entrare in azione e respingere le pericolose penetrazioni dei carri armati sovietici che avevano rapidamente superato le difese rumene.

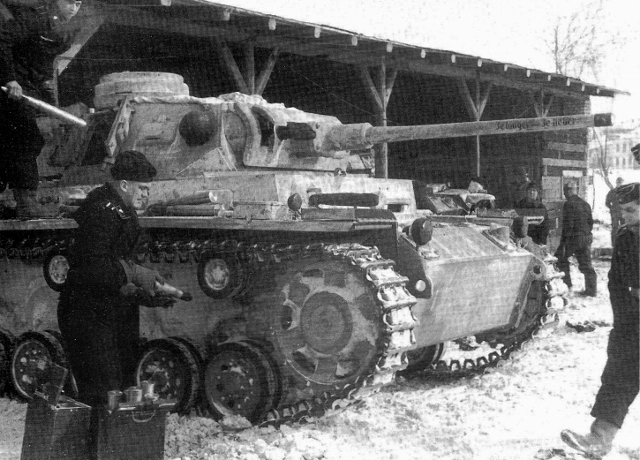
Truppe corazzate tedesche si preparano ad entrare in azione all'inizio dell'operazione Urano.

Equipaggiata con solo 40 panzer efficienti, tra cui 22 Panzer III e 10 Panzer IV, a causa di carenza di mezzi e per le avarie di una parte dei carri, la 22. Panzer-Division, guidata dal generale Eberhard Rodt, ricevette inizialmente l'ordine di avanzare in direzione di Kletskaja cercando di coordinare il suo movimento con la 1ª Divisione corazzata rumena, ma alle ore 11.50, nel momento in cui i suoi reparti si trovavano a Malaja Donšinka, alcuni chilometri a sud-ovest di Perelazovskij, ricevette nuove disposizioni direttamente dal comando supremo dell'OKH. La 22. Panzer doveva cambiare completamente la sua direzione di avanzata e muovere a nord-ovest verso Pešcanij e Blinovskij, dove sembrava che i sovietici stessero conducendo la loro azione più pericolosa.
Dalle ore 12.00 alle ore 16.00 la 22. Panzer-Division deviò verso nord-ovest e avanzò verso Serafimovič priva di precise informazioni e senza alcun collegamento con la divisione corazzata rumena che avrebbe dovuto partecipare al contrattacco. Nel tardo pomeriggio del 19 novembre i panzer, raggruppati insieme agli elementi anticarro della divisione nel kampfgruppe Oppeln, comandato dal capace ed esperto colonnello Hermann von Oppeln-Bronikowski, entrarono in combattimento con numerose formazioni corazzate sovietiche che stavano avanzando rapidamente verso sud. Una serie di caotiche battaglie d'incontro si prolungarono per molte ore tra Blinovskij e Pešcanij. La formazione si trovò presto in grave difficoltà. I panzer del kampfgruppe Oppeln si batterono validamente e rivendicarono la distruzione di circa 50 mezzi corazzati nemici il 19 e il 20 novembre ma vennero aggirati sui fianchi dalle formazioni corazzate e di cavalleria sovietiche e al termine della giornata del 20 novembre si sganciarono verso sud fino a Bolšaja Donšcinka.
Il 21 novembre la 22. Panzer-Division ricevette nuovi ordini che sollecitavano una nuova avanzata verso nord-est per cercare di entrare in contatto con la divisione corazzata rumena e soprattutto accorrere in aiuto delle forze alleate del cosiddetto "Gruppo Lascar" accerchiate nella sacca di Raspopinskaja. Le unità del kampfgruppe Oppeln non poterono assolutamente eseguire la difficile missione; ben presto dovettero affrontare nuovi scontri con i carri armati sovietici del 1º Corpo carri e le divisioni dell'8º Corpo di cavalleria e alla fine della giornata rimasero completamente isolate nella regione di Majaja Donšcinka.
I reparti superstiti, circondati nella steppa, dovettero rinunciare a proseguire la battaglia e cercare scampo in una rapida ritirata, lasciando campo libero ai carri armati dell'Armata Rossa. Decimata e ridotta a pochi mezzi, la 22. Panzer-Division riuscì infine ad evitare la totale distruzione e a ricongiungersi il 21 novembre con gli altri reparti superstiti del 48º Panzerkorps dietro il fiume Čir.
I resti della divisione ripiegarono con il 48° Panzer-Korps e poi con il XVII Armee-Korps fermandosi a Morozovsk, contrattaccando senza successo a Troitzki. Nel febbraio 1943 la 22. Panzer-Division dovette ancora una volta fare marcia indietro tra i fiumi Severskij Donec e Mius.

### Le procedure di scioglimento
Il 9 febbraio 1943 arrivò l'ordine di scioglimento (Auflösungsbefehl in tedesco) e la disposizione, impartita dall'Heeresgruppe Don, di trasferire gli ultimi uomini e mezzi alla 6. Panzer-Division. Il giorno dopo si tenne l'ultimo discorso del comandante Eberhard Rodt ma il comando del XXXXVIII Panzer-Korps dichiarò nullo l'ordine di scioglimento del giorno prima. Nonostante questo dietrofront, il 1º marzo le truppe addette ai servizi furono assorbite dalla 79. Infanterie-Division e due giorni dopo la divisione, che in realtà era un kampfgruppe, passò alle dirette dipendenze del XVII Armee-Korps sancendo di fatto la fine di quello che una volta era il comando divisionale. Il compito di guidare il nuovo reparto fu affidato, sempre il 3 marzo, al major Burgsthaler.
Il 5 marzo si ufficializzò la fine della 22. Panzer-Division con il passaggio di consegne tra gli ufficiali Rodt e Burgsthaler. Il kampfgruppe in seguito operò sui fiumi Severskij Donec, Dnepr e Mius sotto al XVII corpo d'armata. Tra il 6 e l'8 aprile anche l'unità di Burgsthaler venne sciolta e gli effettivi servirono per la costituzione della 23. Panzer-Division.

## Ordine di battaglia
1942
- Stab (Quartier generale)
- 204. Panzer-Regiment (204º reggimento corazzato)
- 22. Schützen-Brigade (22ª brigata di fanteria meccanizzata)
  - 129. Schützen-Regiment
  - 140. Schützen-Regiment
  - 24. Kradschützen-Bataillon (24º battaglione motociclisti)
- 140. Artillerie-Regiment (140º reggimento di artiglieria)
- 140. Aufklärungs-Abteilung (140º battaglione da ricognizione)
- 140. Panzerjäger-Abteilung (140º battaglione cacciacarri)
- 50. Pionier-Bataillon (50º battaglione del genio militare)
- 140. Nachrichten-Abteilung (140º battaglione comunicazioni)
- 140. Versorgungstruppen (unità di supporto)

1943
- Stab
- 204. Panzer-Regiment
- 129. Panzer-Grenadier-Regiment (129º reggimento panzergrenadier)
- 140. Panzer-Grenadier-Regiment
- 140. Panzer-Artillerie-Regiment
- 140. Panzer-Aufklärungs-Abteilung
- 289. Heeres-Flak-Artillerie-Abteilung (289º distaccamento FlaK dell'esercito)
- 140. Panzerjäger-Abteilung
- 140. Panzer-Pionier-Abteilung
- 140. Panzer-Nachrichten-Abteilung
- 140. Panzer-Versorgungstruppen (unità di supporto)

Dati tratti da:

## Decorazioni
Nella sua relativamente breve vita la divisione annoverò comunque qualche decorato tra le sue file. 14 soldati infatti furono premiati con la Croce Tedesca in oro, 3 con la spilla d'onore dell'esercito e due la Croce di Cavaliere della Croce di Ferro.

## Comandanti
| Nome                        | Grado        | Inizio            | Fine              | Note                           |
| Wilhelm von Apell           | Generalmajor | 25 settembre 1941 | 12 settembre 1942 | lasciò il comando per malattia |
| Hellmut von der Chevallerie | Oberst       | 13 settembre 1942 | 31 ottobre 1942   |                                |
| Eberhard Rodt               | Oberst       | 1º novembre 1942  | 30 aprile 1943    |                                |
| Eberhard Rodt               | Generalmajor | 1º marzo 1943     | 4 marzo 1943      |                                |

Dati tratti da: